# Mount Hypipamee National Park
Mount Hypipamee National Park är en park i Australien. Den ligger i delstaten Queensland, omkring 1 400 kilometer nordväst om delstatshuvudstaden Brisbane. Arean är 3,6 kvadratkilometer.
Runt Mount Hypipamee National Park är det mycket glesbefolkat, med 6 invånare per kvadratkilometer.. Närmaste större samhälle är Atherton, omkring 18 kilometer norr om Mount Hypipamee National Park.
I omgivningarna runt Mount Hypipamee National Park växer i huvudsak städsegrön lövskog. Genomsnittlig årsnederbörd är 2 169 millimeter. Den regnigaste månaden är mars, med i genomsnitt 496 mm nederbörd, och den torraste är oktober, med 36 mm nederbörd.